# ФК Торлак
ФК Торлак је фудбалски клуб из Београда, Србија.

## Историја
Фудбалски клуб Торлак је основан 1962. године. Налази се у Кумодражу, месној заједници београдске општине Вождовац. Клуб наступа у Београдској зони, четвртом рангу фудбалског такмичења. Боје дресова су љубичасто беле. Навијачи Торлака се популарно називају „Номади”. Стадион ФК Торлак је капацитета 300 места.
Тренер Торлака једно време био је познати играч Ђорђе Куновац, некадашњи фудбалер Рада, Леотара Требињe и Фортуне Диселдорф.

## Успеси
- Трофеј Вождовца: 2016, 2017.[3]